# Barrios bajos
Barrios bajos es un concepto del urbanismo de la sociedad industrial que surge con el crecimiento de las ciudades europeas en el siglo XIX, que determina la diferenciación social en la estructura urbana. Se aplica a las ciudades de cualquier continente.
Se utiliza de forma indistinta con otras expresiones, como barrios marginales, barrios pobres, barrios populares, barrios deprimidos, barrios trabajadores o barrios obreros, aunque cada una de ellas tiene un matiz distinto, marcado por la intención del hablante, entre lo peyorativo, lo disfuncional, lo problemático, lo precario, incluso lo admirativo. Se identifica, por tanto, con la condición social de sus habitantes, las clases bajas, y no con la altitud topográfica, aunque pueda coincidir, especialmente en el entorno de los puertos o barrios portuarios. El nombre de barrio obrero se usa como topónimo oficial en barrios de varias ciudades.
A pesar de la similitud terminológica, no debe confundirse con el concepto anglosajón de downtown, el que se refiere al centro de la ciudad.
De acuerdo a la definición de la ONU, barrio marginal es aquel que carece de una o más de las siguientes condiciones: acceso a agua potable, a sanidad, a espacio habitable suficiente, a una vivienda levantada con material sólido y el derecho de usufructo.
Moreno afirmó que para que un país tenga éxito al abordar los problemas de los barrios marginales debe «haber un compromiso político de no menos de diez años, lanzar reformas serias en materia de vivienda y propiedad de la tierra, movilizar importantes recursos de sus propios presupuestos y enfrentar de inmediato el problema de la pobreza y la desigualdad». Esto es así porque el crecimiento económico no lleva automáticamente a la mejora y disminución de los barrios marginales, concluyó el experto de la agencia de la ONU.
Muy a menudo se identifica con el término árabe arrabal, aunque claro está, este procede de la estructura de la ciudad medieval musulmana, y originalmente se refería al crecimiento urbano fuera de las murallas, lo que en la cristiandad latina se denominaba burgo. En realidad la mayor parte de los barrios bajos se sitúan en la periferia urbana o el extrarradio que surge más allá del ensanche burgués; mientras que los arrabales stricto sensu (los de origen medieval) forman parte del centro histórico. También pueden denominarse barrios bajos la parte del centro de las ciudades que se ve deteriorada por la ausencia de mantenimiento o renovación de infraestructuras y la existencia de determinadas funciones marginales (especialmente la prostitución o distintas formas de delincuencia) y de población ligada a ello (lumpen, inmigración, minorías étnicas), el descenso de los precios de los inmuebles y las rentas y otras formas de degradación que los convierten en verdaderos ghetos. En algunas ciudades se conoce como barrio chino, en otras se han regenerado, incluso convertido en una atracción turística, como el barrio rojo de Ámsterdam. La expresión barrio húmedo se utiliza en algunas ciudades españolas para designar a la zona de tabernas.
Más similar a barrios bajos es el concepto de suburbio, que tampoco puede identificarse con el término anglosajón de suburb -suburb-, sino con otros como los de slum -slum- o shanty town -shanty town-, que tienen su equivalente en otros idiomas en favela -originario de Brasil- o bidonville -en países francófonos-, términos equivalentes al concepto castellano de "villacajón" , barrio de chabolas o infraviviendas.

## Otros usos
- Los barrios bajos (zarzuela) Julio Nombela, José del Castillo y Soriano, Federico Chueca, Joaquín Valverde, José Rogel, 1878.[6]
- El barrio "Santa Fe" y "La Perseverancia" en la ciudad de Bogotá, Colombia. Principales "metederos" y casas de lenocinio.
- Barrios bajos (comedia) comedia popular madrilena, en verso, en tres actos, de Luis Fernández Ardavín, 1933.[7]
- Barrios bajos (película), melodrama con contenido social, producido por la CNT durante la guerra civil española (Pedro Puche, Barcelona, 1937)[8]